# Kvarntjärnen (Töftedals socken, Dalsland)
Kvarntjärnen är en sjö i Dals-Eds kommun i Dalsland och ingår i Örekilsälvens huvudavrinningsområde.